# Hermann Kreutzer

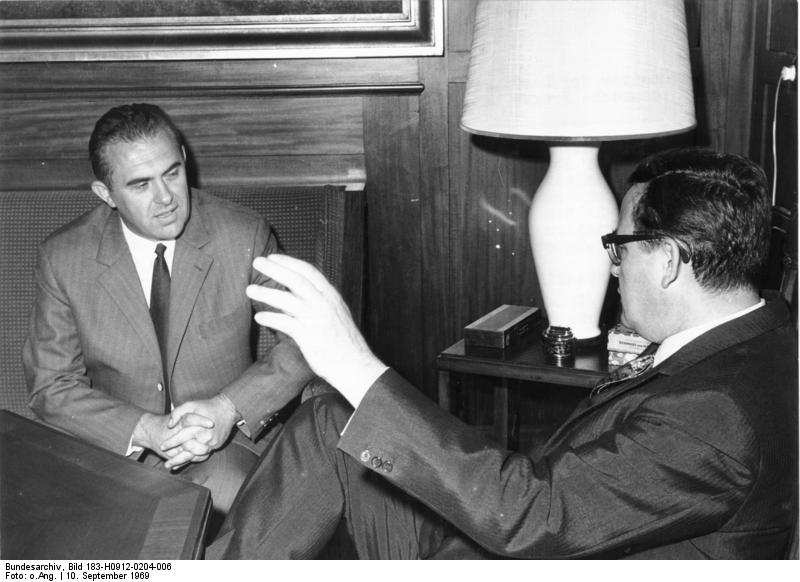
Hermann Kreutzer (links) im Gespräch mit dem Berliner Bürgermeister Klaus Schütz

Hermann Kreutzer (* 3. Mai 1924 in Saalfeld, Thüringen; † 28. März 2007 in Berlin) war politischer Häftling im Nationalsozialismus und in der DDR, deutscher Politiker und Publizist.

## Leben
Der aus einem sozialdemokratischen Elternhaus stammende Kreutzer engagierte sich als Jugendlicher frühzeitig in Flugblätteraktionen gegen das NS-Regime. Als Wehrmachtsoldat hatte er in Frankreich mehrfach Kontakt mit der Résistance, war desertiert, wurde gefangen und (im Alter von 17) wegen „Wehrkraftzersetzung“ zu zehn Jahren Haft verurteilt. Ihm gelang die Flucht; 1945 gelangte er mit vorrückenden US-Einheiten nach Deutschland zurück.
Ab 1945 beteiligte Hermann Kreutzer sich mit seinem Vater aktiv an der Wiedergründung der SPD in Thüringen und am Aufbau des Kreisverbandes Saalfeld.
1946 kämpfte er in der Sowjetischen Besatzungszone gegen die Bestrebungen einer Vereinigung von SPD und KPD zur Sozialistischen Einheitspartei Deutschlands (SED), der von der sowjetischen Besatzungsmacht und der KPD durch Zwang, Versprechungen und Betrug ein demokratischer Anschein gegeben werden sollte. Er geriet dabei auch auf einem Jugendseminar in Camburg früh persönlich mit dem späteren SED-Vorsitzenden Erich Honecker aneinander, der dort als FDJ-Chef für die Einheit der Arbeiterparteien warb. Nachdem die von der sowjetischen Besatzungsmacht gestützte bzw. geförderte Zwangsvereinigung von SPD und KPD zur SED nicht verhindert werden konnte, engagierte Kreutzer sich weiter illegal in der sozialdemokratischen Untergrundarbeit Thüringens und für das Ostbüro der SPD in West-Berlin.
Im April 1949 wurde Hermann Kreutzer als Gegner der Zwangsvereinigung vom NKWD festgenommen. Er, seine spätere Ehefrau Dorothée (* 18. Dezember 1923) und sein Vater wurden wegen „konterrevolutionärer Umtriebe“ von einem sowjetischen Militärtribunal zu jeweils 25 Jahren Zwangsarbeit verurteilt. Er wurde wie schon vor 1945 als politischer Häftling im Zuchthaus Brandenburg und in der JVA Bautzen inhaftiert.
1956 erfolgte auf Druck der Bundesregierung die Haftentlassung und die Übersiedlung nach West-Berlin. Dorothee wurde im Juli 1956 entlassen; die beiden heirateten.
In West-Berlin wurde Kreutzer sofort wieder in der SPD aktiv, wirkte viele Jahre lang als SPD-Kreisvorsitzender im Bezirk Berlin-Tempelhof, wurde dort Bezirksverordneter und später Bezirksstadtrat für Soziales. 1967 wechselte Kreutzer auf Wunsch von Herbert Wehner als Ministerialdirektor ins Gesamtdeutsche, später Innerdeutsche Ministerium der Bundesregierung. Er zeichnete dort vor allem als Referatsleiter für Freikäufe von politischen Häftlingen aus der DDR verantwortlich. 1968 gründete Kreutzer den nach Kurt Schumacher benannten Kurt-Schumacher-Kreis, eine Organisation von politischen Häftlingen und Flüchtlingen aus der DDR, deren Sprecher er wurde. Ab 1970 war Kreutzer als Vertreter des Berlin-Bevollmächtigten Egon Bahr (der 1969 ins Amt gekommenen neuen rot-gelben Bundesregierung unter Willy Brandt) tätig.
1979 äußerte er die These, in westdeutschen Rundfunkräten, in der SPD, in Gewerkschaften sowie den Kirchen seien 10.000 bis 12.000 Einflussagenten der DDR tätig. Als er zudem einige Parlamentarier namentlich der Einflussagententätigkeit bezichtigte, erhoben diese Dienstaufsichtsbeschwerde gegen ihn. Ende 1980 kritisierte Kreutzer öffentlich den Kurs seiner Partei, offizielle Gespräche mit der SED aufzunehmen, nachdem er schon zuvor mit dem SPD-Parteivorsitzenden Willy Brandt zunehmend wegen dessen Ostpolitik in Konflikt geriet. Kreutzer wurde daraufhin dienstlich in den Ruhestand versetzt. Wenige Monate vor der Bundestagswahl 1980 machte er einen Wahlaufruf für die CDU. Laut Spiegel wurde er aus der SPD ausgeschlossen; laut einer anderen Quelle kam er einem Parteiausschluss durch Austritt zuvor.
Kreutzer gehörte dem Arbeitskreis 1951 an, dem die Handhabung des Radikalenerlasses nicht scharf genug war.
Der Kurt-Schumacher-Kreis organisierte sich unter Kreutzer neu und wurde Bestandteil der 1982 gegründeten Gesellschaft für soziale Demokratie e. V. einer Organisation von – meist ehemaligen – SPD-Mitgliedern, die zuvor im den rechten Flügel der Sozialdemokratie präsentierenden Fritz-Erler-Kreis aktiv waren.
Kreutzer und der Kurt-Schumacher-Kreis bemühten sich in der Folgezeit mit Veranstaltungen, Publikationen und einer eigenen Bibliothek um eine Aufarbeitung der Geschichte der SED-Diktatur, die Wahrnehmung der Interessen in der DDR verfolgter Sozialdemokraten und kämpften gegen jegliche Kooperation zwischen SPD und SED. Nach der Deutschen Einheit wurde jede Zusammenarbeit mit der SED-Nachfolgepartei PDS abgelehnt.
In den 1990er Jahren engagierte sich Kreutzer neben seinen Vorträgen über die Hafterfahrungen in der DDR auch für eine Ehrung der Schauspielerin und Sängerin Marlene Dietrich, insbesondere für ihre konsequente Haltung gegen Nationalsozialisten und das NS-Regime.

## Veröffentlichungen
- Hermann Kreutzer, Manuela Runge: Ein Koffer in Berlin / Marlene Dietrich – Geschichten von Politik und Liebe. Aufbau Taschenbuch Verlag, Berlin 2001, ISBN 3-7466-8075-1.